# Agnes Sander-Plump
Agnes Sander-Plump geb. Plump (* 1888 in Bremen; † 23. Dezember 1980 in Lilienthal) war eine deutsche Malerin in der Künstlerkolonie Worpswede.

## Biografie
Sander-Plump war die Tochter und eines von sechs Kindern des Getreidegroßhändlers Hermann Plump. Die Familie Plump ist seit zehn Generationen in Bremen beheimatet. Sie heiratete 1909 den Tabakkaufmann F. Sander; beide hatten drei Kinder. Ihr Patenkind war der spätere Bundespräsident Karl Carstens.
Ihren ersten Zeichenunterricht erhielt sie von der bremer Malerin Margarethe von Reinken. Von 1907 bis 1908 studierte sie an der  Kunstgewerbeschule Bremen. 1919 studierte sie bei Lovis Corinth in Berlin an der Hochschule für die bildenden Künste. Es folgten Studienreisen, unter anderem nach Paris, bis sie sich dann 1924 im Künstlerort Worpswede niederließ.
Sie wurde vor allem für ihre Kinderbilder bekannt. Sie malte aber auch Erwachsene und hin und wieder Landschaften. Sie war bei mehreren Ausstellungen vertreten. Zudem war sie eine beliebte Kinderbuchautorin.
Agnes Sander-Plump war Mitglied im Deutschen Künstlerbund.

## Werke
- Das Geheimnis der Kinder. Ellermann, Bremen 1949.
- Doris, Kinderjahre in einer Hansestadt 1893–1900 (Kindheitserinnerungen). Schünemann Verlag, Bremen 1980, ISBN 3-7961-1715-5.